# Colymbetes fuscus
Colymbetes fuscus är en skalbaggsart som först beskrevs av Carl von Linné 1758.  Colymbetes fuscus ingår i släktet Colymbetes och familjen dykare. Enligt den finländska rödlistan är arten nationellt utdöd i Finland. Arten är reproducerande i Sverige. Artens livsmiljö är näringsrika sjöar. Inga underarter finns listade i Catalogue of Life.

## Bildgalleri

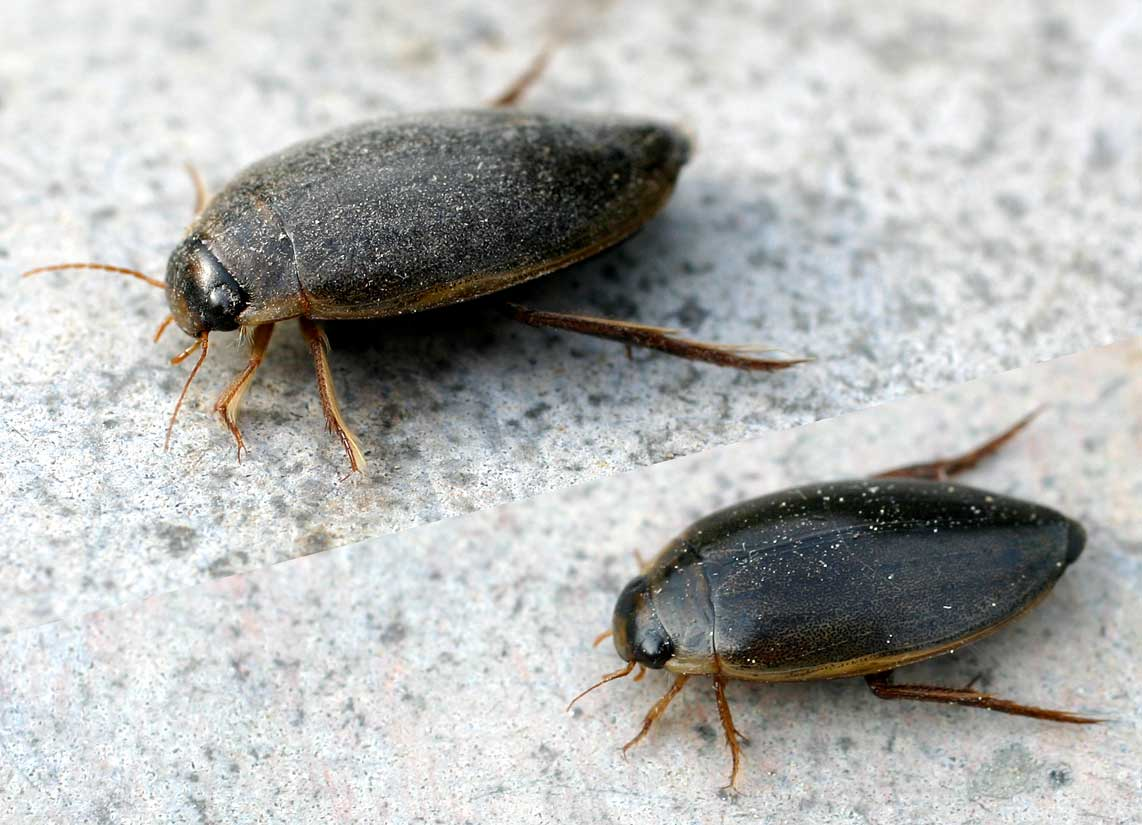
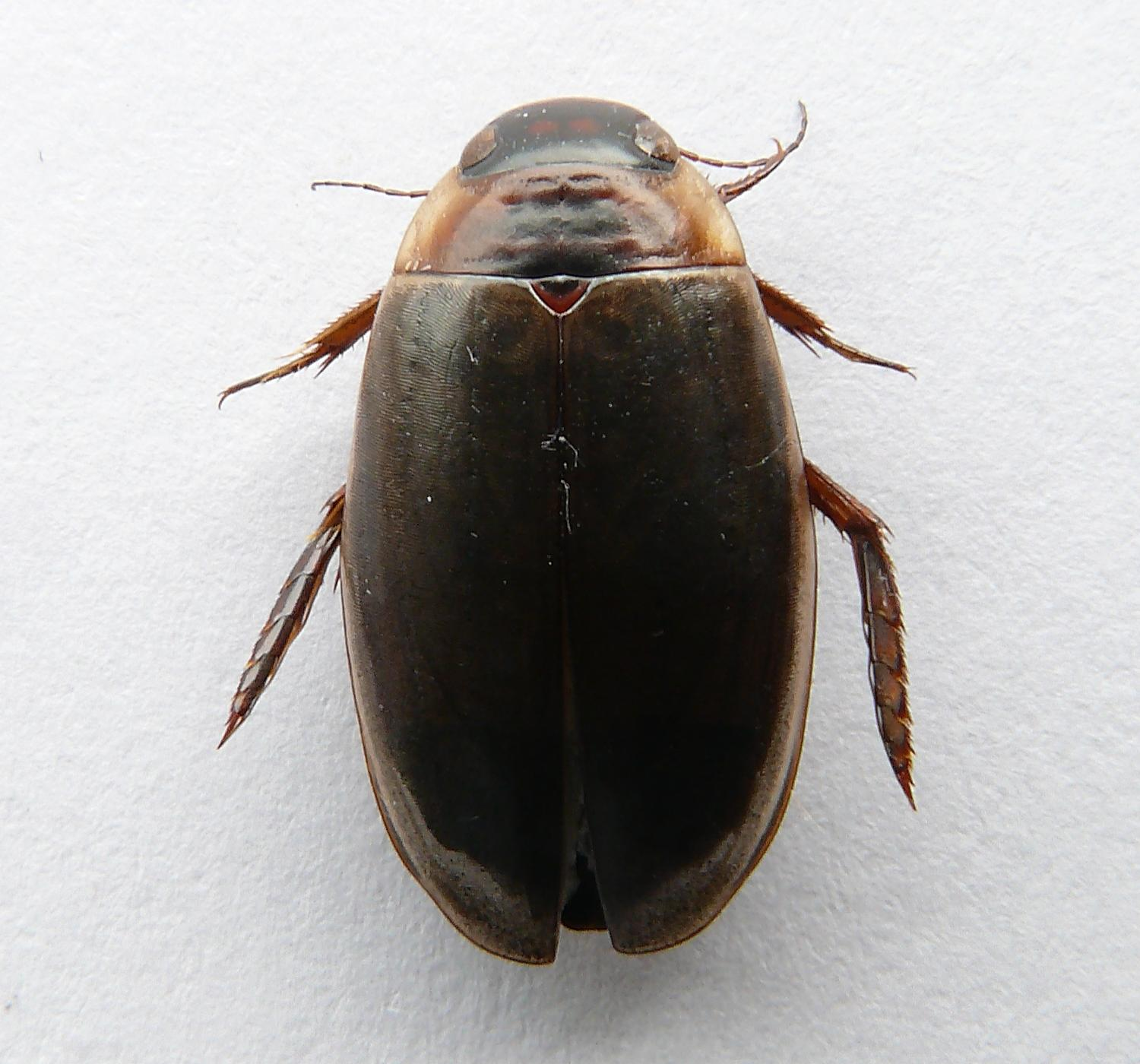
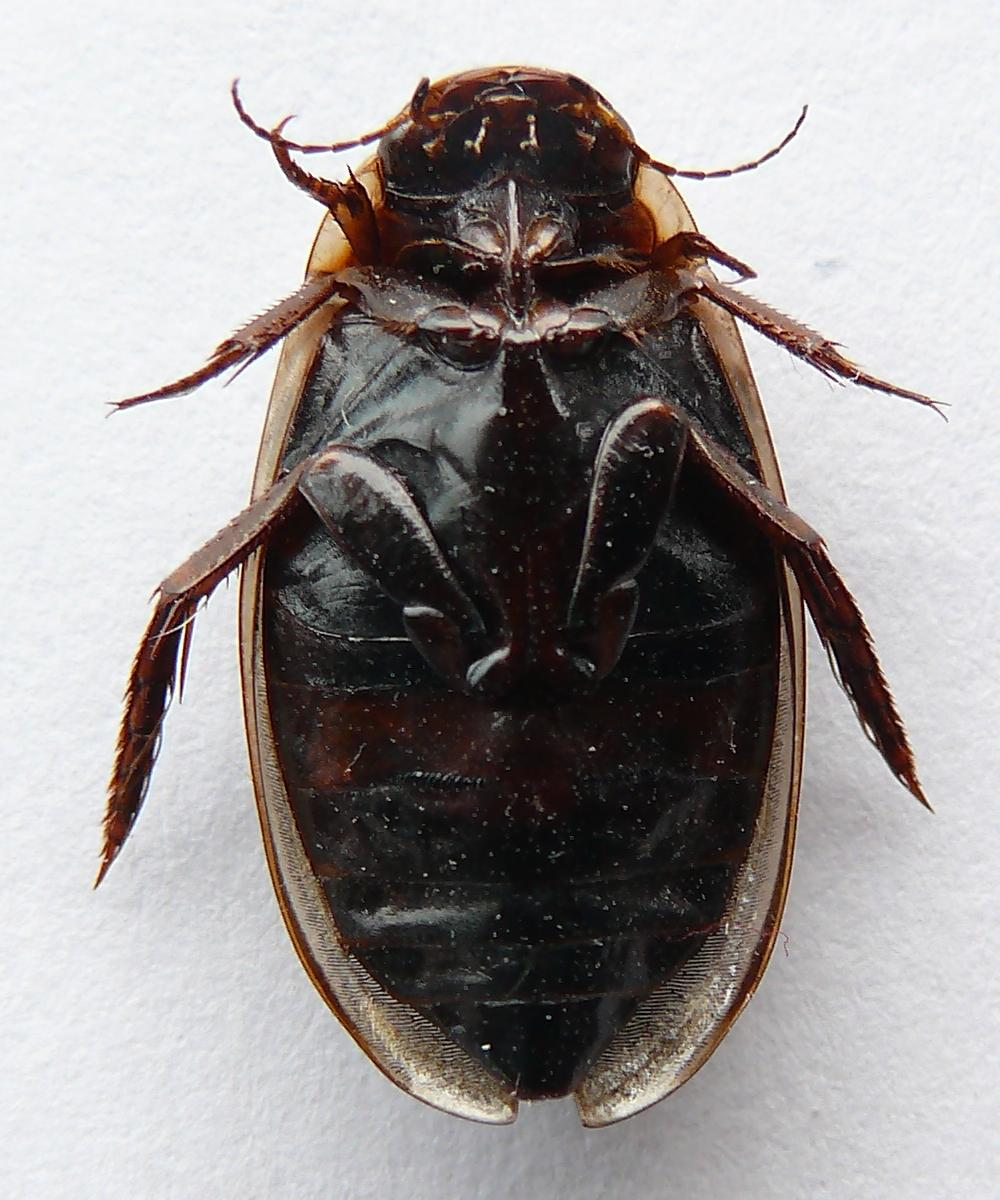
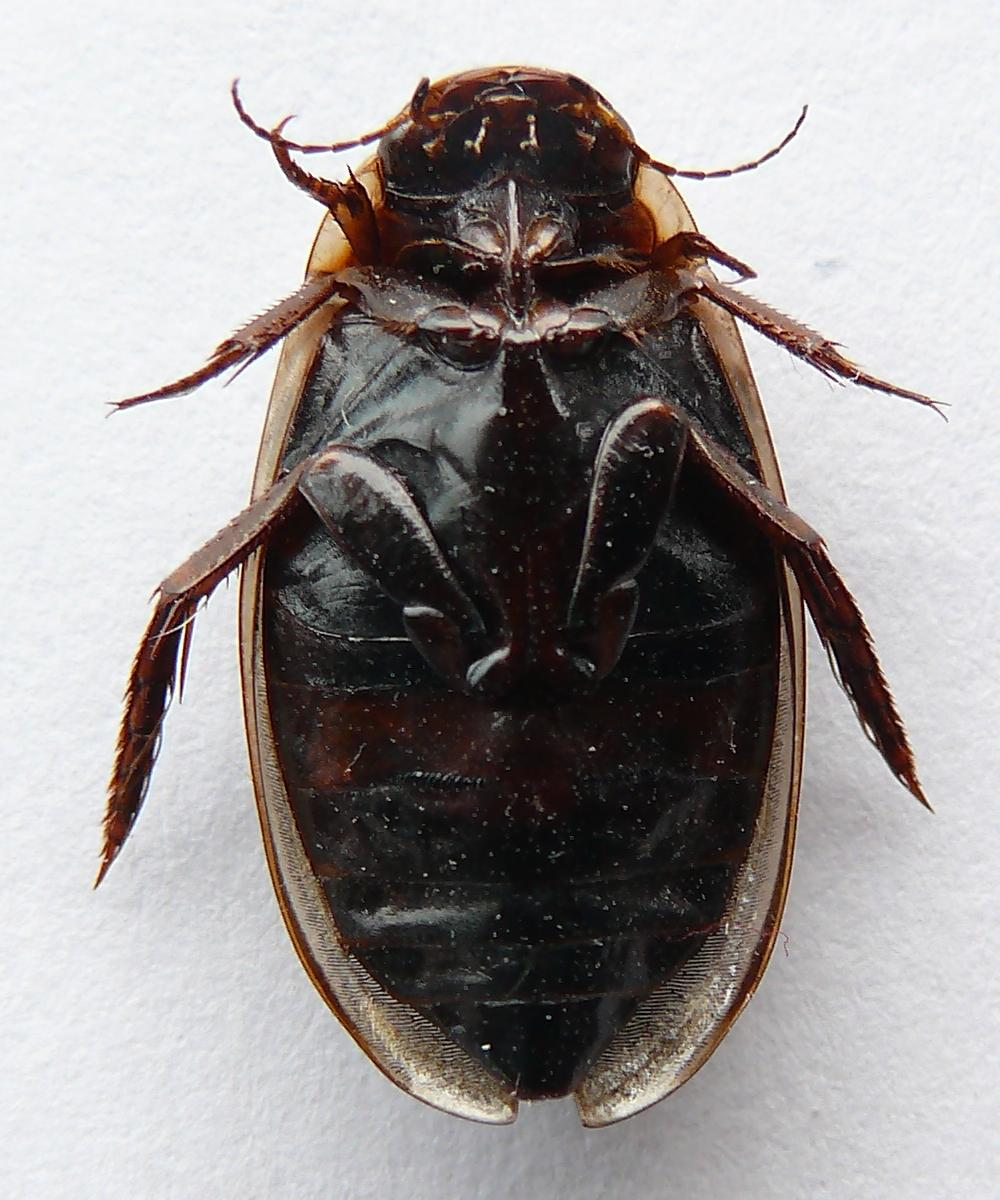
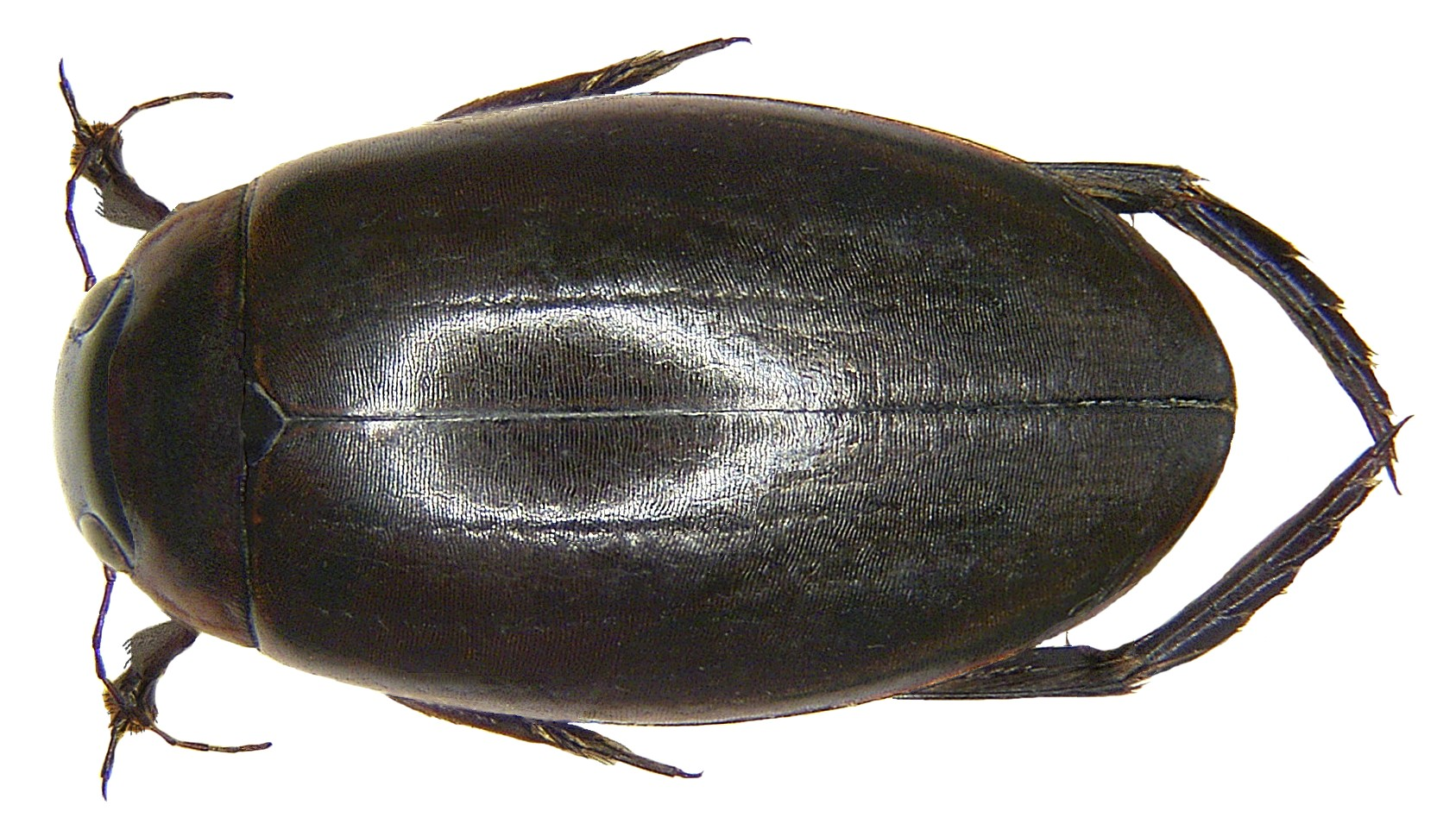
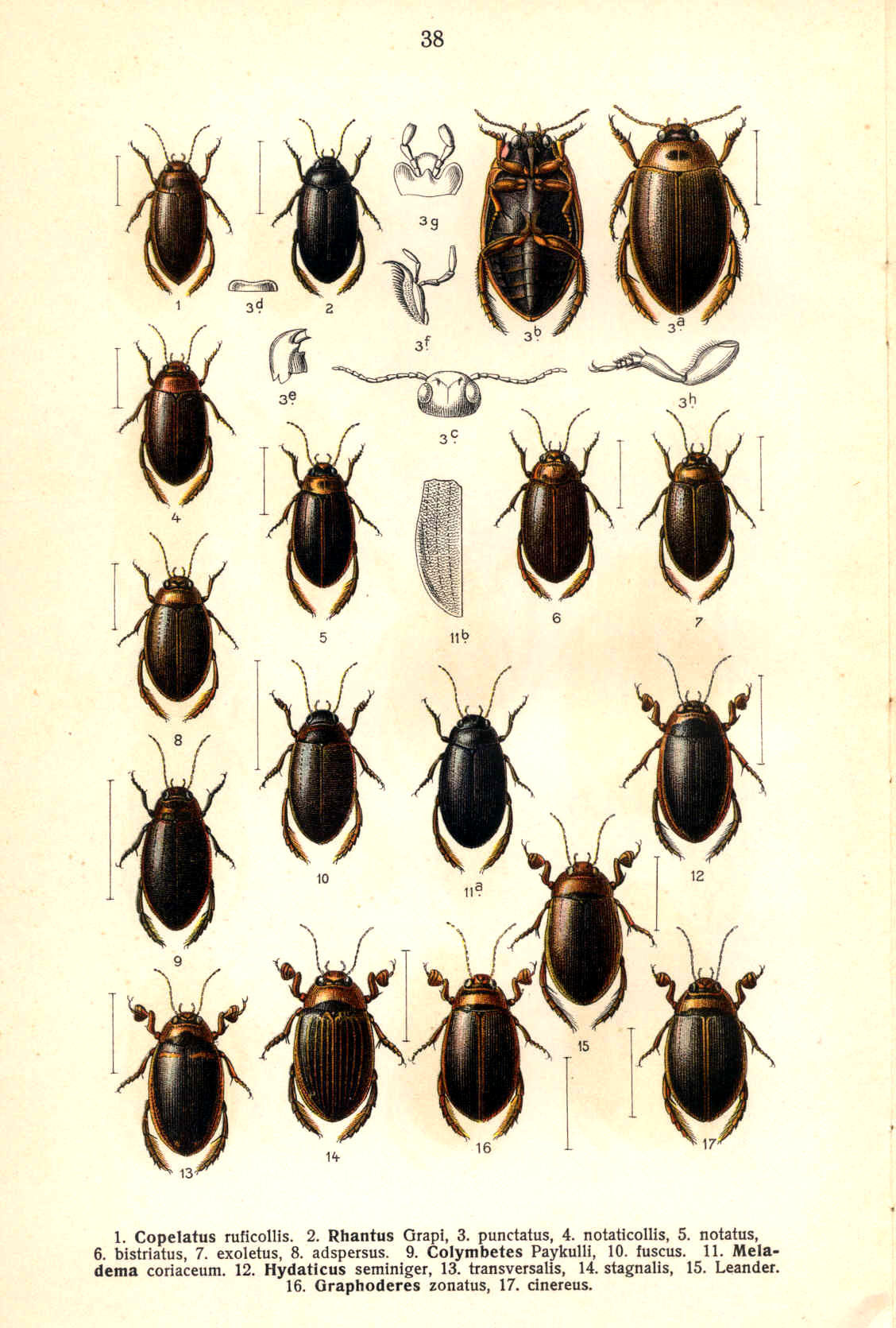